# Ernst Siegfried Köpke
Ernst Siegfried Köpke (né le 8 décembre 1813 à Berlin et mort le 19 mars 1883) est un professeur de lycée prussien et philologue classique.

## Origine
Les parents d'Ernst Köpke sont l'éducateur et philologue Gustav Köpke (1773-1837) et son épouse Henriette, née Rohleder (morte en 1835). Sa sœur Emilie Antigone (1803-1871) est mariée à Leopold von Caprivi (1797-1865).

## Biographie
Il étudie au lycée berlinois du Monastère franciscain dirigé par son père, où il obtient son Abitur sous le titre « Primus Omnium ». Il étudie la philologie aux universités de Bonn et de Berlin. En 1833, il devient membre du corps Borussia Bonn. Il obtient son doctorat en 1836 avec la thèse De Ionis Chii poetea vita etc fragmentis, puis en 1837 il devient professeur adjoint au monastère franciscain mais en 1838 il devient professeur au lycée de Friedrichswerder, où il reste 15 ans. De 1850 à 1853, il est le professeur des princesses Anne et Louise, filles de Charles de Prusse.
Le 21 octobre 1856, il est nommé directeur de l'Académie des chevalerie de la cathédrale de Brandebourg. Köpke écrit de nombreuses publications, principalement sur des sujets philologiques. Il est chanoine du monastère cathédrale protestant de Brandebourg-sur-la-Havel.

## Famille
Köpke se marie avec Ida Bernheim (1816-1875). Le couple a plusieurs enfants dont :
- Martin (de) (1845-1918), général d'infanterie prussien marié avec Margarete Auguste Gerlich (1853-1897)
- Reinhold (de) (1839-1915)

## Publications
- Die homerische Formenlehre. 1841.
- De hypomnematis Graecis. 1842.
- Quid et qua ratione jam Graeci ad literarum historiam condendam elaboraverint. 1845.
- Charlotte von Kalb und ihre Beziehungen zu Schiller und Göthe. 1852.
- De Chamaeleontis Heracleotae vita librorumque reliquiis. 1856.
- Oratio pro Plancio, 1856; Ciceros Rede für Cn. Plancius. 1873.
- Ueber die Gattung der απομνημονεύματα in der griechischen Litteratur. 1857.
- Der erste Dienst der Jugend – Rede am Allerhöchsten Geburtsfest Seiner Majestät des Königs in der Aula der Ritter-Akademie zu Brandenburg a.H. 1857.
- Studien zu Lessings Nathan. 1865.
- Ueber Märchenpoesie. 1865.
- Ciceros Rede für Cn. Plancius : für den Schulgebrauch. 1873 Digitalisat
- Johannes von Hildesheim (de). 1878.
- Mittheilungen aus den Handschriften der Ritter-Akademie zu Brandenburg a.H. Volume 1 1878, Volume 2 1879, Volume 3 1882.
- Ein Kompendium de processu et ordine iudicii. 1882.
- Einige Lesarten zu Schiller’s Piccolomini (de) und Wallenstein’s Tod (de).